# Do Over
Do Over é um seriado de comedia-drama e fantasia da televisão dos Estados Unidos criado por Kenny Schwartz e Rick Wiener. A série, que foi ao ar na The WB em 2002, Estrelou Penn Badgley.

## Sinopse
Joel Larsen, um vendedor de papel de 34 anos de idade, tem uma segunda chance para começar sua vida de novo, graças a um estranho acidente que o leva de volta a 1981, como um adolescente de 14 anos. Ele tem um choque elétrico, e depois acorda em seu corpo de adolescente, mas com todas as suas memórias de adulto intacto. Abençoado com a sabedoria do adulto, embora prejudicado pela adolescente solicita, Joel prepara-se para corrigir os erros que irá acontecer à sua família. Joel tem muitas oportunidades de usar seu conhecimento do futuro a sua vantagem pessoal.

## Elenco
- Penn Badgley como Joel Larsen;[2]
- Tom Everett Scott como a voz do Joel adulto;
- Angela Goethals como Cheryl Larsen;
- Josh Wise como Pat Brody;
- Natasha Melnick como Isabelle Meyers;
- Michael Milhoan como Bill Larsen;
- Gigi Rice como Karen Larsen;

## Recepção e cancelamento
A série alcançou baixa audiência e foi cancelada no seu décimo quinto episódio.

## Episódios
| Número do episódio | Título                        | Diretor                     | Escritor                       | Data de exibição       |
| ------------------ | ----------------------------- | --------------------------- | ------------------------------ | ---------------------- |
| 1                  | "Piloto"                      | Lev L. Spiro                | Rick Wiener & Kenny Schwartz   | 19 de setembro de 2002 |
| 2                  | "Joel Strikes Back"           | Lev L. Spiro                | Rick Wiener                    | 26 de setembro de 2002 |
| 3                  | "Investing in the Future"     | Michael Lange & Dave Thomas | Alan R. Cohen & Alan Freedland | 3 de outubro de 2002   |
| 4                  | "The Anniversary"             | Michael Lange & Dave Thomas | Marsha Myers                   | 10 de outubro de 2002  |
| 5                  | "Take Me Out of the Ballgame" | Lev L. Spiro                | Alan R. Cohen & Alan Freedland | 17 de outubro de 2002  |
| 6                  | "Rock 'n' Roll Parking Lot"   | Lev L. Spiro                | Kenny Schwartz                 | 24 de outubro de 2002  |
| 7                  | "Hollyween"                   | Bryan Gordon                | Casey Johnson & David Windsor  | 31 de outubro de 2002  |
| 8                  | "Star Search"                 | Lev L. Spiro                | Josh Bycel & Jonathan Fener    | 7 de novembro de 2002  |
| 9                  | "Block Party"                 | Shawn Levy                  | Casey Johnson & David Windsor  | 14 de novembro de 2002 |
| 10                 | "Cold War"                    | Allison Liddi-Brown         | Rick Wiener & Kenny Schwartz   | 15 de novembro de 2002 |
| 11                 | "Joel Larson's Day Off"       | Michael Lange & Dave Thomas | Marsha Myers                   | 5 de dezembro de 2002  |
| 12                 | "Hot for Teacher"             | Michael Engler              | Josh Bycel & Jonathan Fener    | Não exibido            |
| 13                 | "Short Cuts"                  | Michael Lange               | Alan R. Cohen & Alan Freedland | Não exibido            |
| 14                 | "Valentine's Day Dance"       | Michael Spiller             | Rick Wiener & Kenny Schwartz   | Não exibido            |
| 15                 | "Chilghetti"                  | Lev L. Spiro                | Casey Johnson & David Windsor  | Não exibido            |